# Coleotechnites laricis
Coleotechnites laricis là một loài bướm đêm thuộc họ Gelechiidae. Nó được tìm thấy ở khu vực đông bắc của Hoa Kỳ, cũng như Canada.
Có một lứa một năm.
Ấu trùng ăn miền đông larch. The larvae ăn lá của their host. 